# Vlag van de Mijnstaat Zuid-Kasaï

Vlag van de Mijnstaat Zuid-Kasaï (ratio 2:3)

De vlag van de Mijnstaat Zuid-Kasaï werd voor het eerst omstreeks 1960 officieel gehesen. De gele letter V op de groen-rode vlag van de Mijnstaat Zuid-Kasaï was de vertolking van Victorie, maar de vlag en de staat waarvan hij symbool was, hielden het slechts twee jaren uit.
De Mijnstaat Zuid-Kasaï zijn zelfstandigheid op 9 augustus 1960 aan de wereld bekend maakte en het uithield tot 2 oktober 1962. De vlag is daardoor niet meer in gebruik.
Biafra · Goosen · Graaff-Reinet · Britse Kaapkolonie · Katanga · Klein Vrystaat · Republiek Kliprivier · Republiek Lydenburg · Natal · Republiek Natalia · Nieuwe Republiek · Oranje Vrijstaat · Oranjerivierkolonie · Oost-Griekwaland · Ottomaanse Rijk · Rif-Republiek · Republiek Stellaland · Swellendam · Tanganyika · Transvaalkolonie · Republiek Utrecht · Verenigde Staten van Stellaland · Zaïre · Zuid-Afrikaansche Republiek · Zuid-Afrika (1928-1994) · Mijnstaat Zuid-Kasaï